# Saint-Gaudent
Saint-Gaudent è un comune francese di 306 abitanti situato nel dipartimento della Vienne nella regione della Nuova Aquitania.

## Società

### Evoluzione demografica
Abitanti censiti